# Monkey Mia

Locatie Monkey Mia

Monkey Mia is een toeristenattractie in West-Australië ongeveer 25 km ten noordoosten van Denham, dat zo'n 800 km noordelijk van Perth ligt.

## Beschrijving
Monkey Mia maakt deel uit van het Shark Bay Marine Park in de Shark Bay, een gebied dat op de Werelderfgoedlijst staat. De belangrijkste attractie is het dagelijkse voeren van dolfijnen, die daar al sinds de jaren zestig dicht bij de kust komen. Op deze gebeurtenis wordt door de overheid zorgvuldig toezicht gehouden.
In het gebied rond Monkey Mia, dat in 1890 voor het eerst werd beschreven, waren lange tijd vissers en parelvissers actief. De herkomst van de naam is niet helemaal duidelijk. Mia is een woord van de Aboriginals, dat thuis of schuilplaats betekent. Het woord Monkey wordt echter niet alleen in verband gebracht met een gelijknamig schip van parelvissers, dat hier in de late negentiende eeuw zou hebben geankerd, maar ook met apen die Maleisische parelvissers als huisdieren bij zich hadden, met een spreektaalwoord voor schapen en met een schoener genaamd Monkey, die in 1843 in dit gebied zou zijn geweest.

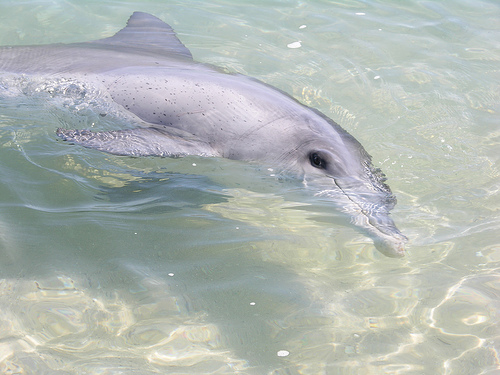
Een dolfijn bij Monkey Mia

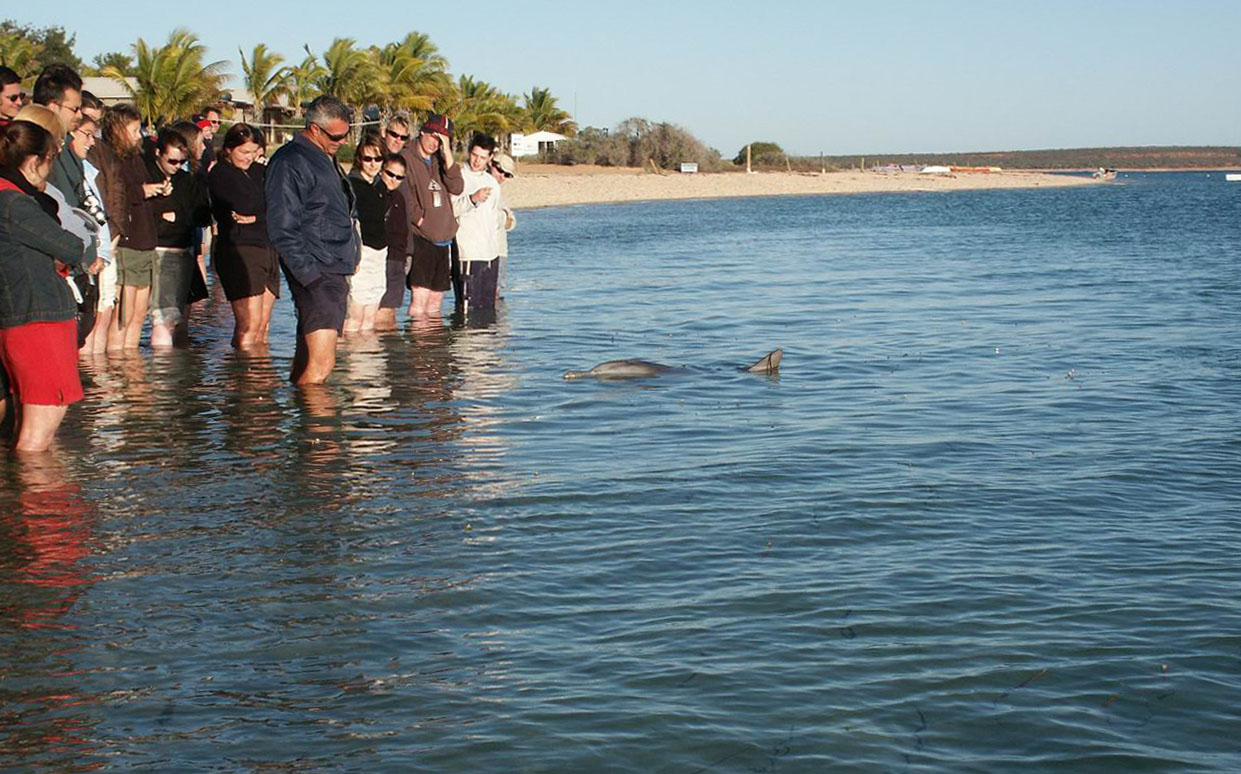
Dolfijnen voeren, Monkey Mia (2003)

In de jaren zestig begonnen een visser en zijn vrouw een deel van hun vangst aan tuimelaars te voeren. Toen dit bekend werd, kwamen hier bezoekers naar kijken. In 1985 werd een informatiecentrum gebouwd. Drie jaar later werden met overheidssubsidie wegen, parkeerterreinen en andere voorzieningen aangelegd. In het najaar van 1990 werden de wateren nabij Monkey Mia aangewezen tot Marine Park.

Monkey Mia wordt bedreigd als gevolg van overbevolking en toegenomen bezoekersaantallen. De dolfijnen lopen gevaar door visnetten, toegenomen scheepvaartverkeer en zoutwinning. De Australische overheid vaardigde in 2006 maatregelen uit om het aantal schepen in het gebied terug te dringen. Ook zou het voortbestaan van de toeristenattractie worden bedreigd door het feit dat de bezoekende dolfijnen "vergrijzen", al werden er in 2007 enige jongen geboren.